# Ворик Тауншип (округ Ланкастер, Пенсільванія)
Ворик Тауншип (англ. Warwick Township) — селище (англ. township) в США, в окрузі Ланкастер штату Пенсільванія. Населення — 19 022 особи (2020).

## Демографія
Згідно з переписом 2010 року, у селищі мешкали 17 783 особи в 6708 домогосподарствах у складі 5069 родин. Було 6937 помешкань
Расовий склад населення:
| - 95,7 % — білих - 1,2 % — чорних або афроамериканців - 1,0 % — азіатів - 0,2 % — корінних американців |

До двох чи більше рас належало 1,1 %. Частка іспаномовних становила 2,9 % від усіх жителів.
За віковим діапазоном населення розподілялося таким чином: 25,8 % — особи молодші 18 років, 60,9 % — особи у віці 18—64 років, 13,3 % — особи у віці 65 років та старші. Медіана віку мешканця становила 40,3 року. На 100 осіб жіночої статі у селищі припадало 95,9 чоловіків;  на 100 жінок у віці від 18 років та старших — 93,4 чоловіків також старших 18 років.
Середній дохід на одне домашнє господарство  становив 79 670 доларів США (медіана — 68 593), а середній дохід на одну сім'ю — 88 295 доларів (медіана — 76 794). Медіана доходів становила 52 131 долар для чоловіків та 42 433 долари для жінок. За межею бідності перебувало 5,4 % осіб, у тому числі 7,6 % дітей у віці до 18 років та 3,6 % осіб у віці 65 років та старших.
Цивільне працевлаштоване населення становило 9197 осіб. Основні галузі зайнятості: освіта, охорона здоров'я та соціальна допомога — 22,6 %, виробництво — 16,1 %, роздрібна торгівля — 12,4 %.